# Кулікали Треті
Куліка́ли Треті (рос. Куликалы Третьи, марій. Кужылиды) — присілок у складі Гірськомарійського району Марій Ел, Росія. Входить до складу Єласівського сільського поселення.

## Населення
Населення — 59 осіб (2010; 66 у 2002).
Національний склад (станом на 2002 рік):
- марі — 100 %